# Leucopis picea
Leucopis picea är en tvåvingeart som först beskrevs av Walker 1849.  Leucopis picea ingår i släktet Leucopis och familjen markflugor. Inga underarter finns listade i Catalogue of Life.